# Grigori Borissowitsch Judin

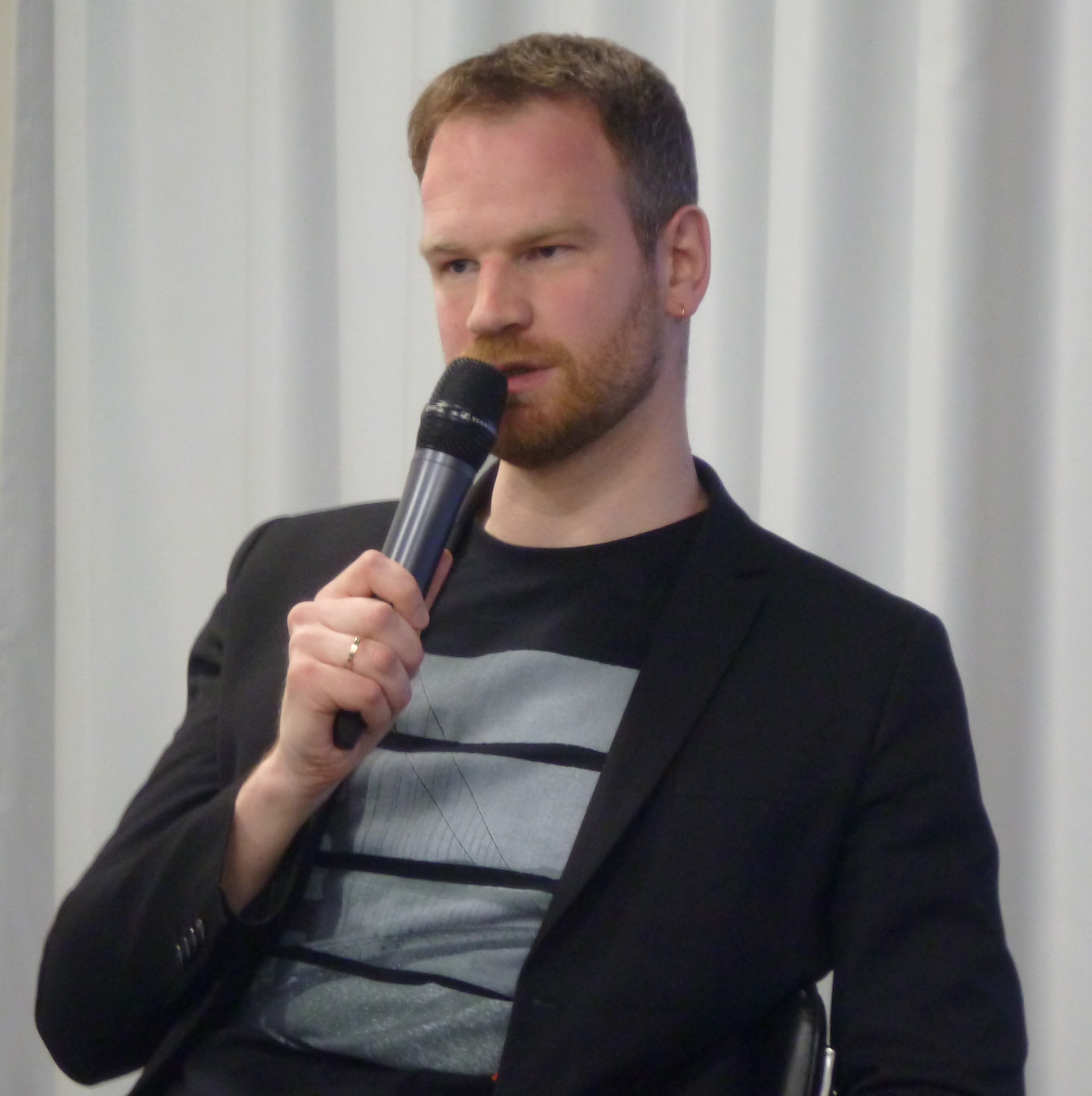
Grigori Judin (2019)

Grigori Borissowitsch Judin (russisch Григорий Борисович Юдин, englisch Grigoriy Borisovich Yudin; geb. 1983 in Moskau), auch bekannt als Greg Yudin, ist ein russischer Sozialwissenschaftler und Philosoph. Er lehrt an der Moscow School of Social and Economic Sciences (MSSES) in Moskau.

## Leben
Er ist Professor und akademischer Leiter an der Moscow School of Social and Economic Sciences. Sein Hauptforschungsschwerpunkt ist die Politische Theorie der Demokratie und insbesondere Meinungsumfragen als Repräsentations- und Kontrolltechnologie in der modernen Politik. 2012 wurde er an der Wirtschaftshochschule Moskau mit seiner Dissertation „Phänomenologische Reduktion in der Erkenntnistheorie der Sozialwissenschaften“ promoviert. An der University of Manchester erhielt er 2012 einen Ph.D. in Philosophie. Aktuell ist er Doktorand an der Universität The New School in New York City.
Als Kolumnist schreibt er für russische Tageszeitungen, darunter Wedomosti. Judin gehört, so Dekoder.org, zu den gefragtesten Stimmen in unabhängigen russischen Medien. Bereits zwei Tage vor dem Russischen Überfall auf die Ukraine 2022 wurde von der unabhängigen britischen Medienorganisation openDemocracy Judins Gastbeitrag veröffentlicht, in dem er warnt: „Putin ist kurz davor, den sinnlosesten Krieg der Geschichte zu beginnen“.
Laut einem Bericht von Amnesty International wurde Judin am 24. Februar 2022 bei einer Demonstration „von der Polizei bewusstlos geschlagen und musste kurzzeitig im Krankenhaus behandelt werden“.
Judin – so deutsche Medien – vertritt die These, Putin gehe es bei seinem Angriffskrieg nicht nur um die Ukraine, er habe auch Ostdeutschland im Blick.

## Schriften (Auswahl)
- Grigori Judin: »Die öffentliche Meinung ist ein Produkt von Umfragen«, Russland-Analysen, Ausgabe 430 vom 2. Februar 2023, laender-analysen.de
- Grigori Judin: Ein anderes Russland ist möglich – Der Westen ist so tief in Putins System verstrickt wie die Russen selbst. Diese Einsicht muss den Anfang machen, nzz.ch vom 29. Juni 2022
- Grigori Judin: Putin is about to start the most senseless war in history, opendemocracy.net vom 22. Februar 2022